# Bueno Brandão

Bueno Brandão este un oraș în unitatea federativă Minas Gerais (MG), Brazilia.